# Surada
Surada é uma cidade no distrito de Ganjam, no estado indiano de Orissa.

## Demografia
Segundo o censo de 2001, Surada tinha uma população de 14,647 habitantes. Os indivíduos do sexo masculino constituem 51% da população e os do sexo feminino 49%. Surada tem uma taxa de literacia de 63%, superior à média nacional de 59.5%: a literacia no sexo masculino é de 72% e no sexo feminino é de 54%. Em Surada, 14% da população está abaixo dos 6 anos de idade.